# Hypocnemoides maculicauda
A Hypocnemoides maculicauda a madarak (Aves) osztályának verébalakúak (Passeriformes) rendjébe és a fazekasmadár-félék (Furnariidae) családjába tartozó faj.

## Rendszerezése
A fajt August von Pelzeln osztrák ornitológus írta le 1868-ban, a Hypocnemis nembe Hypocnemis maculicauda néven.

## Alfajai
- Hypocnemoides maculicauda maculicauda (Pelzeln, 1868)
- Hypocnemoides maculicauda orientalis Gyldenstolpe, 1941[2]

## Előfordulása
Dél-Amerika északi részén, az Amazonas-medencében, Bolívia, Brazília, Peru területén honos.
Természetes élőhelyei a szubtrópusi és trópusi síkvidéki esőerdők és mocsári erdők, folyók és patakok közelében. Állandó nem vonuló faj.

## Megjelenése
Testhossza 11–12 centiméter, testtömege 11,5–14,5 gramm.

## Életmódja
Rovarokkal táplálkozik, de valószínűleg pókokat is fogyaszt.

## Természetvédelmi helyzete
Az elterjedési területe rendkívül nagy, egyedszáma viszont csökken, de még nem éri el a kritikus szintet. A Természetvédelmi Világszövetség Vörös listáján nem veszélyeztetett fajként szerepel.